# Микита Демидов
Микита Демидович Антуф'єв, відоміший як Микита Демидов (нар. 26 березня (5 квітня) 1656, Тула — 17 (28) листопада 1725, Тула) — російський промисловець, засновник династії Демидових.

## Біографія

### Походження
Микита Демидович походив із майстрів-зброярів, володів у Тулі збройовою фабрикою і «вододіючим» чавуноплавильним заводом. Його батько, Демид Клементійович Антуфьєв (або Антюфєєв), походив з державних селян і приїхав у Тулу з села Павшино, щоб зайнятися в місті ковальським ремеслом. У 1664, коли його синові було вісім років, Демид помер.
Згідно з іншою версією, Микита Демидов — простий селянин, який втік у Тульський слободу, рятуючись від рекрутського набору. За третьою, він біг до Тули з Москви, де служив на гарматний дворі. Але так чи інакше, вже в 1690-і Микита Демидов вельми успішно торгував залізом і був власником залізоробного заводу, що вже тоді робило його становище зовсім винятковим, оскільки інші нечисленні заводи того часу належали суцільно іноземцям та членам правлячої еліти.

### Діяльність

Пам'ятник Микиті Демидову і Петру Першому в Нев'янську.

Микита Демидов зустрівся з царем Петром I, і ця зустріч змінила його життя. З приводу цієї зустрічі існує кілька легенд. За однією з них Микита став відомим царю тим, що полагодив сподвижнику Петра, барону Шафірову, його німецький пістолет, та ще й виготовив точну його копію. За іншою — Микита Демидов був єдиним з тульських зброярів, який взявся в 1696 виконати замовлення царя на виготовлення 300 рушниць за західним зразком.
Петро зробив його постачальником зброї для війська під час Північної війни. Так як рушниці Микити Демидова були значно дешевші закордонних і однакової з ними якості, то цар в 1701 р. наказав відмежувати в його власність стрілецькі землі біля Тули, а для видобутку вугілля дати йому ділянку в Щегловській засіці. Також він видав Демидову спеціальну грамоту, яка дозволяла розширити виробництво за рахунок купівлі нової землі і кріпаків для роботи на заводах.
Петро I, оцінивши підприємницькі здібності Демідича (так любив його називати цар), вирішив, що той повинен збільшити ефективність казенного виробництва. У 1702 році Демидову були віддані казенні Верхотурські залізні заводи, влаштовані на річці Нев'є на Уралі ще при Олексії Михайловичі, із зобов'язанням сплатити скарбниці залізом протягом 5 років і з правом купувати для заводів кріпосних людей. У грамоті від того ж року Микита Демидов отримав офіційне прізвище «Демидов» замість колишнього прізвиська Антуф'єв.
У 1703 році Петро наказав приписати до заводів Демидова дві волості в Верхотурському повіті. З 1716 по 1725 Демидов побудував ще п'ять підприємств — молотові заводи Шуралінський (1716) і Биньговский (1718), що переробляли чавун Нев'янського заводу, а також Верхньотагільський (1720), Ніжньолайський (1723) і Нижньотагільський заводи.
Але Микита Демидов зіткнувся і з протидією чиновників і місцевої влади. Незважаючи на заступництво з боку Петра, Верхотурські воєводи постійно гнобили його, і царю нерідко доводилося захищати свого улюбленця, вимагаючи, щоб промисловцю не заважали, а допомагали.
Продуктивність уральських заводів виявилася дуже високою, а їх продукція незабаром істотно перевершила загальний обсяг виробництва всіх заводів Європейської Росії. Вже в 1720 році Урал (переважно «Демидівський») давав, щонайменше, дві третини металу Росії. Такого результату навряд чи очікував і сам Петро. Це не могло не додати поваги царя до «славного коваля Микити Демидова», що хутко розгорнувся в своєму «ведмежому куті».
Маючи потребу в робочих руках, Демидов всупереч суворим заборонам Берг-колегії переманював до себе майстрів із казенних заводів, запрошував шведських полонених, які знали чавуноливарну справу, переховував втікачів. Продуктивність праці його робітників була дуже високою. «Демидов, у якого немає і четвертої частини приписних селян проти казенних заводів, попри це, відпускає заліза удвічі більше проти казенних заводів» — писав Василь Татіщев.
З 1702 по 1706 р. на демидовських заводах було виготовлено 114 гармат, з 1702 по 1718 — 908 700 штук артилерійських набоїв. При цьому Демидов виставляв ціну вдвічі меншу, ніж інші постачальники. З 1718 року він став єдиним постачальником заліза, якорів і гармат для російського флоту, в результаті чого знайшов в особі голови Адміралтейства Федора Апраксіна впливового покровителя.
У 1709 року за указом Петра I Микита заснував у місті Нев'янськ циферну школу, нині Нижньотагільський гірничо-металургійний коледж імені Є.А. і М.Є. Черепанових.
До кінця царювання Петра I внутрішній ринок отримав досить металу, і країна стала експортувати залізо, рік від року все більше. З 1716 р. почата відправка заліза на експорт. Між заводами були прокладені дороги для транспортування заводської продукції, розчищено судноплавний шлях по р. Чусовій, побудовані сплавні судна, пристані, склади. Керуючий уральськими казенними заводами інженер Вільгельм де Геннін, який відвідав демидовські заводи в 1722 р., знайшов їх «дуже в доброму стані» і зазначив, що заводів «такових великих і прибуткових під всій Росії і в Швеції ледь знайдеться».
Микита Демидов проявив себе талановитим організатором, енергійним підприємцем, мав феноменальну пам'ять, особисто вникав у всі деталі заводського господарства. Він був патріотом, виявляв «ревнощі до батьківщини», поставляючи продукцію в скарбницю за нижчою ціною, надавав допомогу грошима і залізом у будівництві Петербурга. У 1726 році Микита Демидович був зведений в спадкові дворяни і отримав прізвище Демидов.
У цей час із двадцяти двох металургійних заводів Росії Демидову належали вісім. За деякими відомостями, річний дохід Микити Демидова в цей час становив понад 100 тисяч рублів.

### Конфлікт з владою
Микита Демидов мав величезний авторитет, користувався прихильністю царя і мав впливових покровителів. Його заводи на Уралі утворили фактичну монополію. Використовуючи свій вплив, Демидов відстоював свої інтереси перед губернаторами та колегіями. Коли в 1722 році новий керівник уральської промисловості В. Н. Татищев почав проводити політику розвитку казенних підприємств на Уралі для подальшої передачі їх у приватні руки, Демидов, побачивши в цьому загрозу своїй монополії, обмовив його перед царем, і над Татищевим призначили слідство. Але в ході слідства виявилася справжня підоснова дій Демидова.
«Йому не дуже мило,- писав цареві де Геннін, що вів слідство, -, що вашої величності заводи стануть тут цвісти, для того, що він міг більше свого заліза продавати і ціну покласти, як хотів, і працівники б вільні всі до нього на заводи йшли, а не на ваші…»
У результаті втручання царя, суд наклав на Микиту Демидова величезний штраф, і на Уралі почала розвиватися казенна промисловість. Демидівська монополія виявилася порушеною, на Уралі вперше з'явилися інші промисловці (поки в основному в мідноплавильній промисловості).
17 листопада 1725 року Микита Демидов помер.

## Сім'я
У Микити Демидовича було три сини:
- Акінфій (1678-1745),
- Григорій (убитий в 1728 році своїм сином Іваном, за що той був страчений)
- Микита (помер в 1758).

За заслуги у розвитку промисловості імператриця Катерина I в 1726 році звела братів у спадкове дворянство.